# 아너 (브랜드)
아너(Honor, 중국어: 荣耀)는 선전시 지방정부가 통제하는 공기업 소유의 스마트폰 브랜드이다. 과거에 화웨이 테크놀로지스가 소유하였다. 아너는 젊은 소비자들을 대상으로 스마트폰 핸드셋을 제공하며 태블릿 컴퓨터와 웨어러블 테크놀로지도 출시한다.
2016년 기준으로 조지 자오(George Zhao)가 아너의 글로벌 사장을 맡고 있다. 2020년 11월, 아너는 Shenzhen Zhixin New Information Technology Co., Ltd.에 인수되었다.